# Сестриере
Сестрие́ре (итал. Sestriere) — альпийский посёлок, центральный курорт горнолыжной области «Млечный Путь» (Via Lattea) в Италии.
Расположен недалеко от границы с Францией на высоте 2035 м.
Входит в самый большой в Италии район катания «Млечный Путь».
Покровителем местности почитается святой Эдуард Исповедник, празднование 11 октября.
Место проведения IV зимней Универсиады 1966 года и соревнований по горнолыжному спорту во время Зимних Олимпийских игр в Турине.
Протяжённость горнолыжных трасс: 400 км. Протяжённость равнинной лыжни: 50 км
Здесь, в Сестриере, 31 июля 1994 года, Сергей Бубка установил последний (на 2017 год) мировой рекорд по прыжкам с шестом на открытом стадионе, покорив планку на отметке в 6 м 14 см.